# سيارا هانا
سيارا شانتيل هانا (ولدت في في 20 يناير 1991) ممثلة وعارضة أزياء أمريكية، عرفت أنها لعبت دور «جيا موران» في
باور رينجرز ميغافورس (2013), ودور «نيكول باركر» في بحيرة الدم.

## روابط خارجية
- سيارا هانا على موقع IMDb (الإنجليزية)
- سيارا هانا على موقع ألو سيني (الفرنسية)
- سيارا هانا على موقع أول موفي (الإنجليزية)
- سيارا هانا على موقع قاعدة بيانات الفيلم (الإنجليزية)
- سيارا هانا على موقع كينوبويسك (الروسية)
- ciarahanna20على تويتر.
- سيارا هانا على إنستغرام